# Pinhead Gunpowder
Pinhead Gunpowder es una banda de punk rock del Berkeley, California, fundada en 1991. Resalta por tener entre sus integrantes a Billie Joe Armstrong, quien es más conocido como el cantante y guitarrista de la reconocida agrupación Green Day.
A Billie Joe le acompañan en este propuesta Aaron Cometbus (batería y composición), Bill Schneider (bajo) y Jason White (guitarra y voz), quien reemplazó a Mike Kirsch, el cual salió de la banda por diferencias con Armstrong, al tener una fama ya ganada.
White (como guitarrista) y Schneider (técnico de guitarras), también forman parte de Green Day.
El origen del nombre se debe a la marca de un té verde "de alto octanaje" descubierto por Cometbus en una de sus muchas "zambullidas" dentro de los basureros.
La agrupación surgió sin ningún tipo de interés comercial, con el único fin de proporcionar diversión a sus miembros mientras descansan de sus proyectos. Su sonido, aunque varía entre uno y otro tema, es similar al ya proporcionado por Green Day, pasando del punk hasta el hardcore.
Actualmente graban para los sellos discográficos Lookout! (famoso dentro de la escena punk norteamericana y mundial) y Adeline, perteneciente a Billie Joe, su esposa Adrienne Armstrong y Jason White.

## Discografía

### Álbumes de estudio y EP
| Año  | Título                       | Sello                     |
| ---- | ---------------------------- | ------------------------- |
| 1994 | Jump Salty LP/CD             | Lookout!/Recess1          |
| 1995 | Carry the Banner LP/CD2      | Too Many/Lookout!/Recess1 |
| 1997 | Goodbye Ellston Avenue LP/CD | Lookout!/Recess1          |
| 1999 | Shoot the Moon LP/CD         | Adeline/Recess1           |
| 2003 | Compulsive Disclosure LP/CD  | Lookout!/Recess1          |
| 2008 | West Side Highway 7"         | Recess                    |
| 2009 | Greatest Hits LP/CD          | Recess                    |
| 2024 | Unt LP/CD                    | 1-2-3-4 Go!               |

1Relanzamiento en 2009 de la versión de la discográfica
2Lanzado originalmente en vinilo por Too Many Records y más tarde en formato CD por Lookout! Records.

### Demos y Splits
| Año  | Título                                    | Sello      |
| ---- | ----------------------------------------- | ---------- |
| 1991 | Trundle and Spring 7"                     | Take a Day |
| 1992 | Fahizah 7"                                | Lookout!   |
| 2000 | Dillinger Four/Pinhead Gunpowder Split 7" | Adeline    |
| 2000 | Pinhead Gunpowder Demo EP 7"              | THD        |
| 2000 | 8 Chords, 328 Words 7"                    | Lookout!   |

## Miembros
Miembros actuales
- Billie Joe Armstrong - guitarra, vocalista (1990-presente)
- Jason White - guitarra, vocalista (1995-presente)
- Bill Schneider - bajo (1990-presente)
- Aaron Cometbus - batería (1990-presente)

Miembros pasados
- Mike Kirsch - guitarra, vocalista (1990-1991)